# Bộ Mực ống
Bộ Mực ống (danh pháp khoa học: Teuthida) là một nhóm động vật biển thuộc siêu bộ Mười chân (Decapodiformes) của lớp Chân đầu (Cephalopoda). Mực ống có phần thân và phần đầu rõ ràng. Thân cân xứng hai phía, có nhiều chân nhánh và 2 ["xúc tu"]]. Mực ống có chứa hợp chất mực màu đen trong cơ thể, khi gặp nguy hiểm, mực phun ra tạo màn đen dày đặc, qua đó lẩn trốn khỏi nguy cơ đe dọa.

## Phân loại
Siêu bộ Mườì chân
- Bộ Spirulida: Mực ống sừng cừu
- Bộ Sepiida: Mực nang
- Bộ Sepiolida: Mực ống đuôi cụt, mực ống lùn
- Bộ Teuthida: Mực ống
  - Phân bộ Myopsina
    - Họ Australiteuthidae
    - Họ Loliginidae: inshore, calamari, and grass squid

  - Phân bộ Oegopsina
    - Họ Ancistrocheiridae: Sharpear Enope Squid
    - Họ Architeuthidae: giant squid
    - Họ Bathyteuthidae
    - Họ Batoteuthidae: Bush-club Squid
    - Họ Brachioteuthidae
    - Họ Chiroteuthidae
    - Họ Chtenopterygidae: comb-finned squid
    - Họ Cranchiidae: glass squid
    - Họ Cycloteuthidae
    - Họ Enoploteuthidae
    - Họ Gonatidae: armhook squid
    - Họ Histioteuthidae: jewel squid
    - Họ Joubiniteuthidae: Joubin's Squid
    - Họ Lepidoteuthidae: Grimaldi Scaled Squid
    - Họ Lycoteuthidae
    - Họ Magnapinnidae: bigfin squid
    - Họ Mastigoteuthidae: whip-lash squid
    - Họ Neoteuthidae
    - Họ Octopoteuthidae
    - Họ Ommastrephidae: flying squid
    - Họ Onychoteuthidae: hooked squid
    - Họ Pholidoteuthidae
    - Họ Promachoteuthidae
    - Họ Psychroteuthidae: Glacial Squid
    - Họ Pyroteuthidae: fire squid
    - Họ Thysanoteuthidae: rhomboid squid
    - Họ Walvisteuthidae

## Một món ẩm thực
Mực là một món ẩm thực phổ biến ở tất cả những nơi có biển. Mực có thể ăn sống, luộc, rán, nướng, quay. Các món mực có thể chế biến từ mực tươi hoặc mực phơi khô.

## Hình ảnh

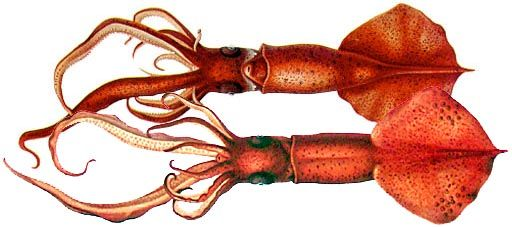
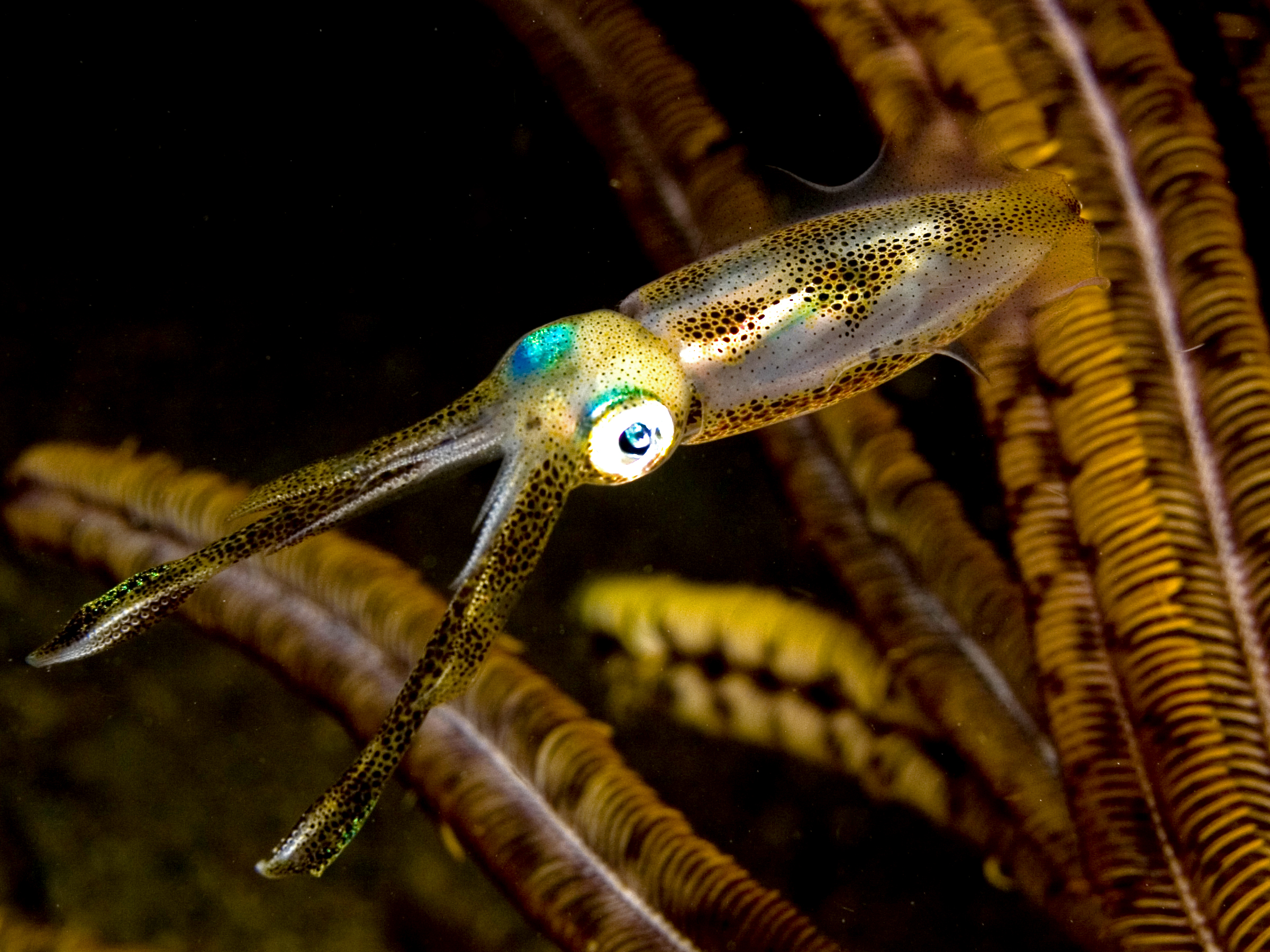
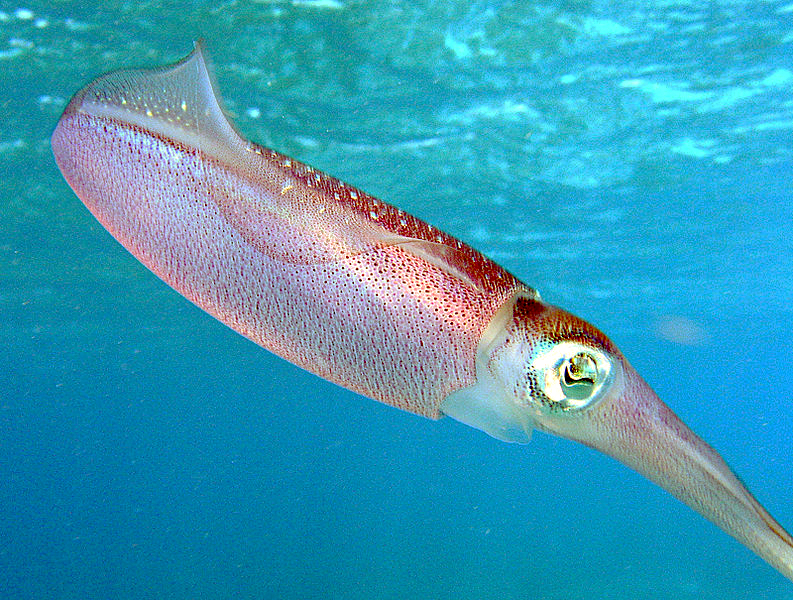
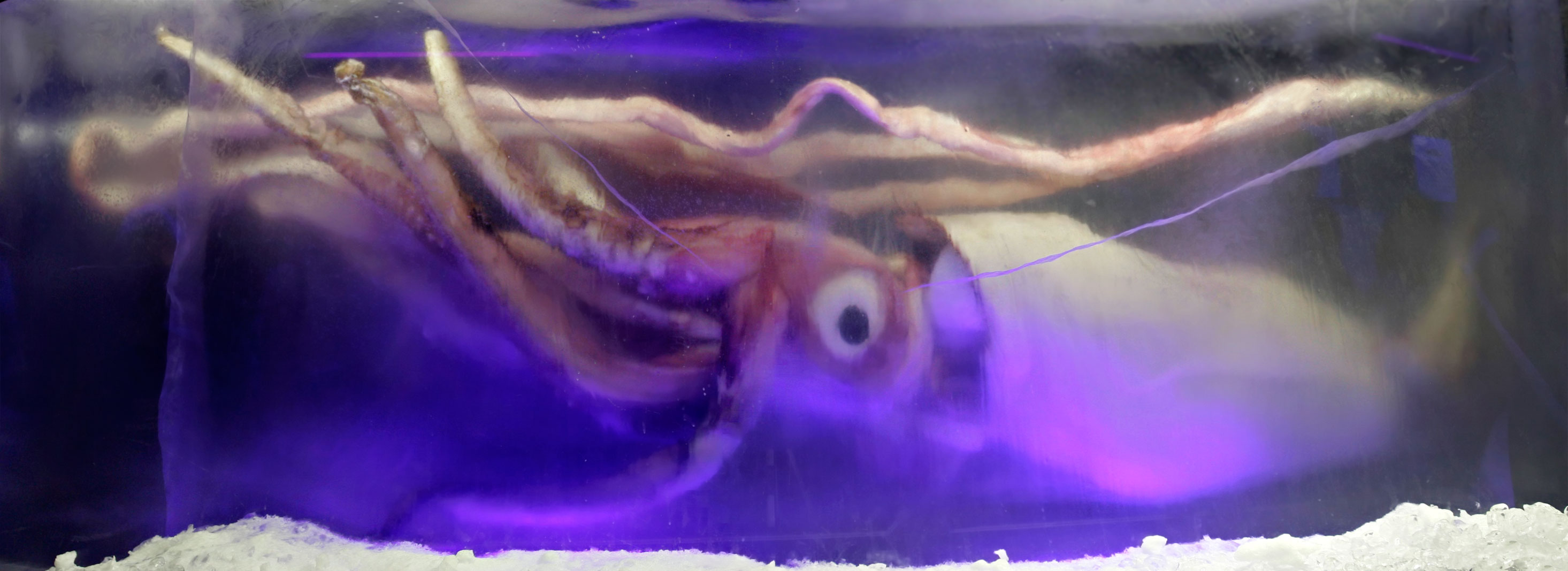